# タクティー

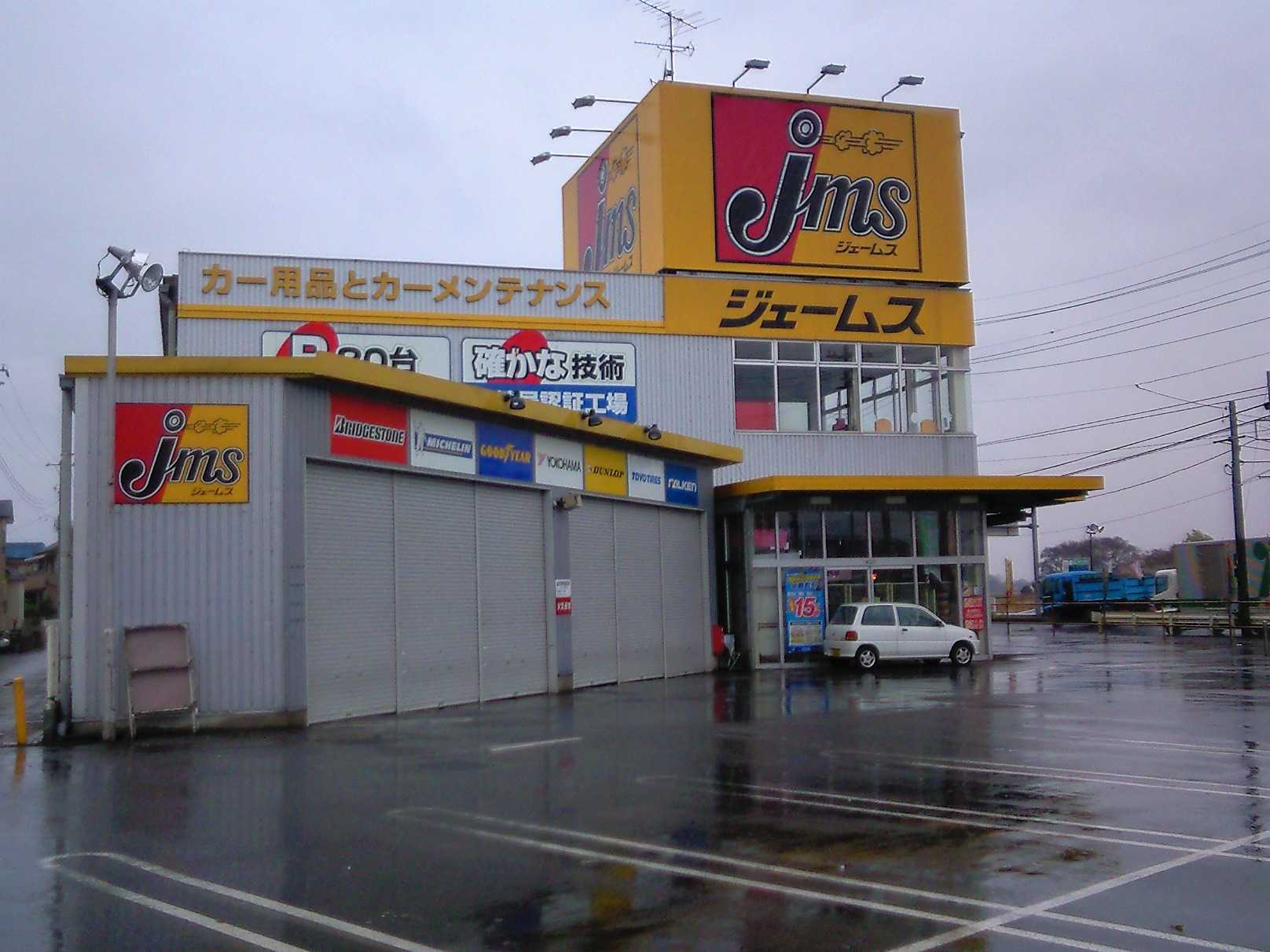
ジェームス

株式会社タクティー（TACTI Corporation）は、トヨタ自動車のグループ企業のひとつで、自動車用部品とカー用品の卸売、カー用品店『ジェームス』（jms）をフランチャイズ展開していた企業である。2020年（令和4年）にトヨタ部品共販と合併、統合し、新会社トヨタモビリティパーツとなった。

## 取扱用品
各種オイルやフィルター・ベルト等などの自動車に使用する消耗品で、トヨタ純正部品と同等の補修部品を取り扱っている。これらはジェームスでの販売だけでなく、トヨタディーラーでも交換部品の主力として使用されている。
商品ブランドは、DJ（ドライブジョイ）で品番がVから始まる10桁となっており、トヨタ系ディーラーや部品共販店などのオンラインでも発注が可能である。ただし、同等品でもジェームス向けとディーラー向けでパッケージの異なる商品がある。
シルバーバックでは全国のジェームス店舗から回収したアウトレット品や下取りで取得した中古品を販売している。

## ジェームス店
タクティーの一般小売部門として、1996年（平成8年）に愛知県愛知郡長久手町（現在の長久手市）に第1号店であるグリーンロード店を開業。以降、タクティー直営店舗と全国のトヨタ系ディーラーの経営の店舗で全国展開している。

## 提供番組

### 現在
- ZIP-FM[注 1] - SNOW INFORMATION（スキー場の積雪情報やおすすめスキー場ガイドを放送。季節限定）

### 過去
- 自遊派宣言（テレビ大阪・1997年頃）
- Matthew's Best Hit TV+（2005年10月 - 2006年3月）
- 愛のエプロン（2006年4月 - 9月）
- クイズプレゼンバラエティー Qさま!!（ゴールデン枠時代・2006年10月 - ）